# Dirka po Franciji 1986
| Mesto | Ime                | Država     | Čas          |
| ----- | ------------------ | ---------- | ------------ |
| 1     | Greg LeMond        | ZDA        | 110h 35' 19" |
| 2     | Bernard Hinault    | Francija   | 3' 10"       |
| 3     | Urs Zimmermann     | Švica      | 10' 54"      |
| 4     | Andrew Hampsten    | ZDA        | 18' 44"      |
| 5     | Claude Criquielion | Belgija    | 24' 36"      |
| 6     | Ronan Pensec       | Francija   | 25' 59"      |
| 7     | Niki Rutimann      | Švica      | 30' 52"      |
| 8     | Álvaro Piño        | Španija    | 33' 00"      |
| 9     | Steven Rooks       | Nizozemska | 33' 22"      |
| 10    | Yvon Madiot        | Francija   |              |

Dirka po Franciji 1986 je bila 73. dirka po Franciji, ki je potekala leta 1986.

## Pregled
| Kategorije                          | Podatki                      |
| ----------------------------------- | ---------------------------- |
| Začetek-konec                       | Boulogne-Billancourt - Pariz |
| Dolžina (km)                        | 4.083                        |
| Število etap                        | 23                           |
| Povprečna hitrost zmagovalca (km/h) | 37.020                       |
| Kolesarjev                          | 210                          |
| Tekmo končalo                       | 132                          |